# Lothar B. Kalinowsky
Lothar Bruno Kalinowsky (ur. 28 grudnia 1899 w Berlinie, zm. 28 czerwca 1992 w Nowym Jorku) – niemiecko-amerykański lekarz psychiatra.

## Życiorys
Syn Alfreda Kalinowsky'ego i Anny z domu Schott. Studiował w Berlinie, Monachium i Heidelbergu. W 1922 roku otrzymał dyplom lekarza; następnie był asystentem Weygandta w Hamburskiej Uniwersyteckiej Klinice Psychiatrycznej i Maxa Nonnego w klinice neurologicznej w Hamburgu-Eppendorf. Potem pracował u Foerstera we Wrocławiu i od 1926 do 1933 roku u Bonhoeffera w Berlinie i Wagnera-Jauregga w Wiedniu. W 1933 roku emigrował do Włoch, gdzie zajmował się elektroterapią u Cerlettiego. W 1939 roku emigrował do USA. W latach 1940–1943 w Pilgrim State Hospital, od 1940 do 1959 w Instytucie Psychiatrycznym i Neurologicznym Uniwersytetu Columbia, NY. Profesor psychiatrii klinicznej w NY Medical College.
Brał udział w redakcji drugiej edycji Diagnostic and Statistical Manual of Mental Disorders. Jako jeden z pierwszych wprowadził do Stanów Zjednoczonych terapię elektrowstrząsową: stosował ją w NY Psychiatric Institute już we wrześniu 1940 roku.
W 1925 ożenił się z Hildą Pohl. Mieli dwie córki, Marion po mężu Blakeley i Ellen po mężu Hunersen.